# 375
375 је била проста година.

## Догађаји
- 17. новембар – Цар Валентинијан I закључује трајни мир са Алеманима у Германији, а затим упада у Илирик како би одбио инвазију Гота и Сармата на дунавској граници. У тогу преговора, Валентинијан, стар 54 године, толико се разбесни да умире у нападу можданог удара у Бригетију (Мађарска). Екстремна окрутност обележила је његову 11-годишњу владавину, али је такође основао школе и обезбедио лекаре за служење сиромашнима у Цариграду.
- Википедија:Непознат датум — Почела Велика сеоба народа
- Готи прихватају мировну понуду Меробауда (Magister militum), који им даје земљу за насељавање на Дунаву.
- Почиње Готски рат у Дакији и Илирику.
- Грацијан, стар 16 година, преузима власт у Аугуста Треверорум (данас Трир), али министри који желе да задрже лојалност илирске војске плаше се узурпатора. Проглашавају Валентинијановог четворогодишњег сина Валентинијана II за савладара са његовом мајком Јустином за регента. Грацијан задржава за себе управу над галским провинцијама и предаје Италију, Илирију, Хиспанију и Африку својој маћехи, која за своју резиденцију проглашава Медиоланум (Милано).
- Грацијан, по савету свог главног саветника Амброзија, почиње систематски прогон пагана. Конфискује богатство храмова и додаје новац царској благајни. Забрањује јеретичка учења аријанизам и донатизам.
- У Африци, дисидентског берберског принца Фирмуса предаје Римљанима његов брат Гилдон.
- Најстарије постојеће књиге – школски уџбеник и књига рачуна – са повезаним дрвеним листовима, изгубљене су у оази Дакла у западном Египту. Пустињски песак их чува за савремене археологе.
- Изграђена су прва два корејска будистичка храма.
- Свети Јероним се повлачи у пустињу Халкида (Сирија).
- Свети Марон Сиријски је основао Маронитску цркву у Либану.
- Вавилонски Талмуд је написао Рав Аши. Овај коментар Мишне садржи приближно 2,5 милиона речи на 5.894 странице.

## Дани сећања
- Фотин Сирмијумски

- 23. фебруар – Света Горгонија, ћерка Григорија Старијег
- 30. мај – Емилија Цезарејска, мајка светог Василија Великог
- 3. септембар – Мансует, хришћански епископ и светац
- 17. новембар – Валентинијан I, римски цар (р. 321)